# Carmen Viera
María del Carmen Viera Paulino (Montevideo, 15 de diciembre de 1956) es una doctora en biología uruguaya especializada en entomología, en cuyo honor una especie de araña autóctona de Uruguay lleva su nombre, la Anelosimus vierae.

## Actividad profesional
Es jefa del Departamento de Biología Animal y del Laboratorio de Ecología del Comportamiento del Instituto de Investigaciones Biológicas Clemente Estable, profesora grado 5 del Programa de Postgrado de la Facultad de Ciencias de la Universidad de la República y profesora agregada de Entomología grado 4 en la misma institución.
Obtuvo su doctorado en Ciencias Biológicas por la Universidad de la República en 1995.
Es autora de numerosos artículos publicados en revistas arbitradas nacionales e internacionales, y editora del libro de divulgación Arácnidos de Uruguay. Diversidad, comportamiento y ecología (2011).
Actualmente se desempeña como docente Grado 4 de Entomología y es una Investigadora Asociada del Instituto de Investigaciones Biológicas Clemente Estable (IIBCE) que pertenece al Ministerio de Educación y Cultura de Uruguay.

## Anelosimus vierae
Viera estudió durante años la Anelosimus vierae, una araña autóctona de Uruguay. Una de las principales características de esta araña es la agresividad entre las hembras adultas. En sus publicaciones sobre esta araña, usaba la convención "parecida a" para identificarla, hasta que en un artículo publicado en 2012 por la revista académica Journal of Arachnology, el aracnólogo islandés Ingi Agnarsson bautizó a esta subespecie Anelosimus vierae en honor a Viera. En palabras de Agnarsson, “el epíteto de la especie es un sustantivo en aposición, un patronímico por Carmen Viera, cuyos trabajos sobre esta especie han revelado algunos comportamientos fascinantes e inspirado posteriores investigaciones sobre su ubicación filogenética”.

## Vida privada
Está casada desde 1983 con Sergio Martínez Chiappara y es madre de tres hijos, Emiliano (1986), Camila (1988) y Celeste (1995).